# František Fiala (skladatel)
František Fiala (* 27. května 1966 Jihlava, Československo) je český hudební skladatel, varhaník, sbormistr a zpěvák.
Po absolvování brněnské konzervatoře pokračoval ve studiích na arcidiecézní konzervatoři pro církevní hudbu ve Vídni v oboru varhany. V Čechách poté studoval na HAMU v Praze ve třídě Václava Riedlbaucha. V letech 1999–2000 zastupoval Českou republiku na ročním tvůrčím stipendiu pro skladatele, spisovatele a výtvarníky v německém Bambergu. Zde také vydal první profilové CD „Portrait František Fiala“.
Pedagogicky působil na Pražské konzervatoři, na konzervatoři v Brně, v letech 2002–2012 byl ředitelem Konzervatoře Evangelické akademie v Olomouci, později působil na Konzervatoři Jana Deyla. V letech 2013 - 2024 vyučoval na pražské HAMU, kde vedl Sbor HAMU (od akademického roku 2016/17 pod názvem Akademičtí sólisté).
Je nejmladším bratrem hudebního skladatele a sbormistra Petra Fialy, pocházejí ze třinácti dětí.